# 比亞里克之家

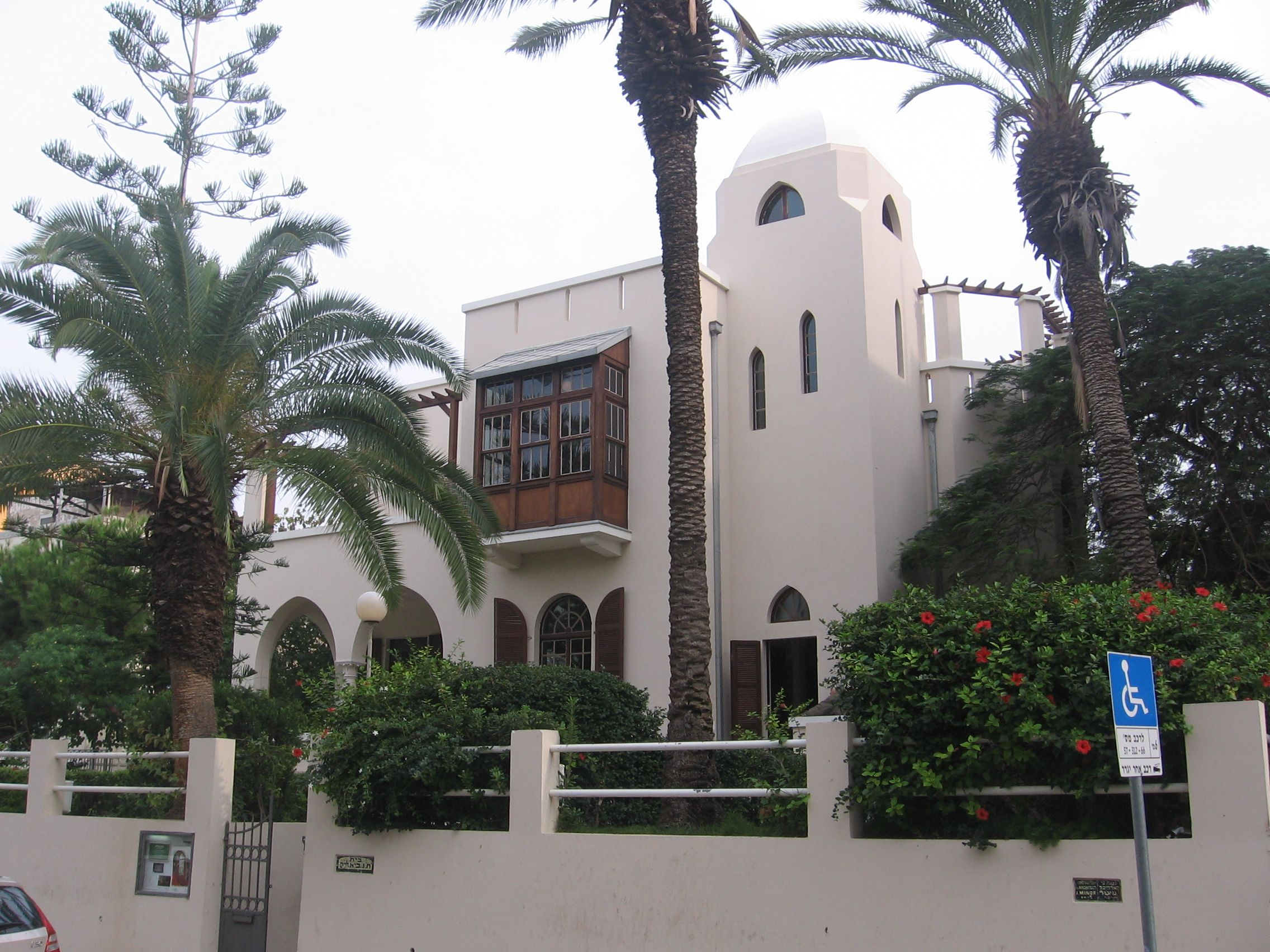
比亞里克之家

比亞里克之家（希伯來語：‎，Beit Bialik）是位於以色列特拉維夫市中心的一座建築，曾是希伯來語詩人哈伊姆·納曼·比亞里克的故居。這座建築現在作為博物館使用。建築本身修建於1925年，設計者是Joseph Minor。
32°04′22″N 34°46′16″E / 32.072888°N 34.771007°E